# Oswald Ahnert
Gustav Oswald Ahnert (* 8. August 1843 in Geringswalde; † 29. Mai 1920 in Zwenkau) war ein deutscher Jurist und nationalliberaler Politiker.

## Leben und Wirken
Der Sohn des Schuhmachermeisters Johann David Ahnert in Geringswalde besuchte die örtliche Volksschule und erhielt darüber hinaus Privatunterricht. Nach einem Studium der Rechtswissenschaften wandte er sich der Verwaltung zu. 1872 war er als Kanzlist in der Kreisdirektion Leipzig tätig. Seit 1873 übte er das Amt des Bürgermeisters von Zwenkau aus, in das er im Juni 1883 auf Lebenszeit gewählt wurde. Gleichzeitig war er Ratsprotokollant und Direktor der städtischen Sparkasse. Spätestens 1912 trat er in den Ruhestand.
Von 1879 bis 1909 vertrat er den 12. städtischen Wahlkreis in der II. Kammer des Sächsischen Landtags. Dabei bekleidete er von 1883 bis 1885 das Amt des stellvertretenden 1. Sekretärs der Kammer, von 1885 bis 1909 war er 2. Sekretär der Kammer. 1904 feierte er sein 25-jähriges Parlamentsjubiläum.